# Chiesa di San Michele (Collinas)
La chiesa di San Michele è un edificio religioso situato a Collinas, centro abitato della Sardegna sud-occidentale. Consacrata al culto cattolico, è sede dell'omonima parrocchia e fa parte della diocesi di Ales-Terralba.
La chiese sorge nel centro del paese; venne edificata nel  secolo XVI in forme gotico-aragonesi ma  ha subito nel tempo ripetuti rimaneggiamenti. Custodisce al suo interno tre statue lignee cinque e seicentesche di scuola napoletana, e un polittico dedicato alla Vergine del Carmine realizzato da artisti della scuola di Stampace.
La fondazione della Chiesa Parrocchiale risale al 1570 circa. Lo si deduce da una quietanza del 1571 firmata da un Capo Mastro di Villanovafranca per una somma di ₤20 per il lavoro della costruzione della cappella del coro.

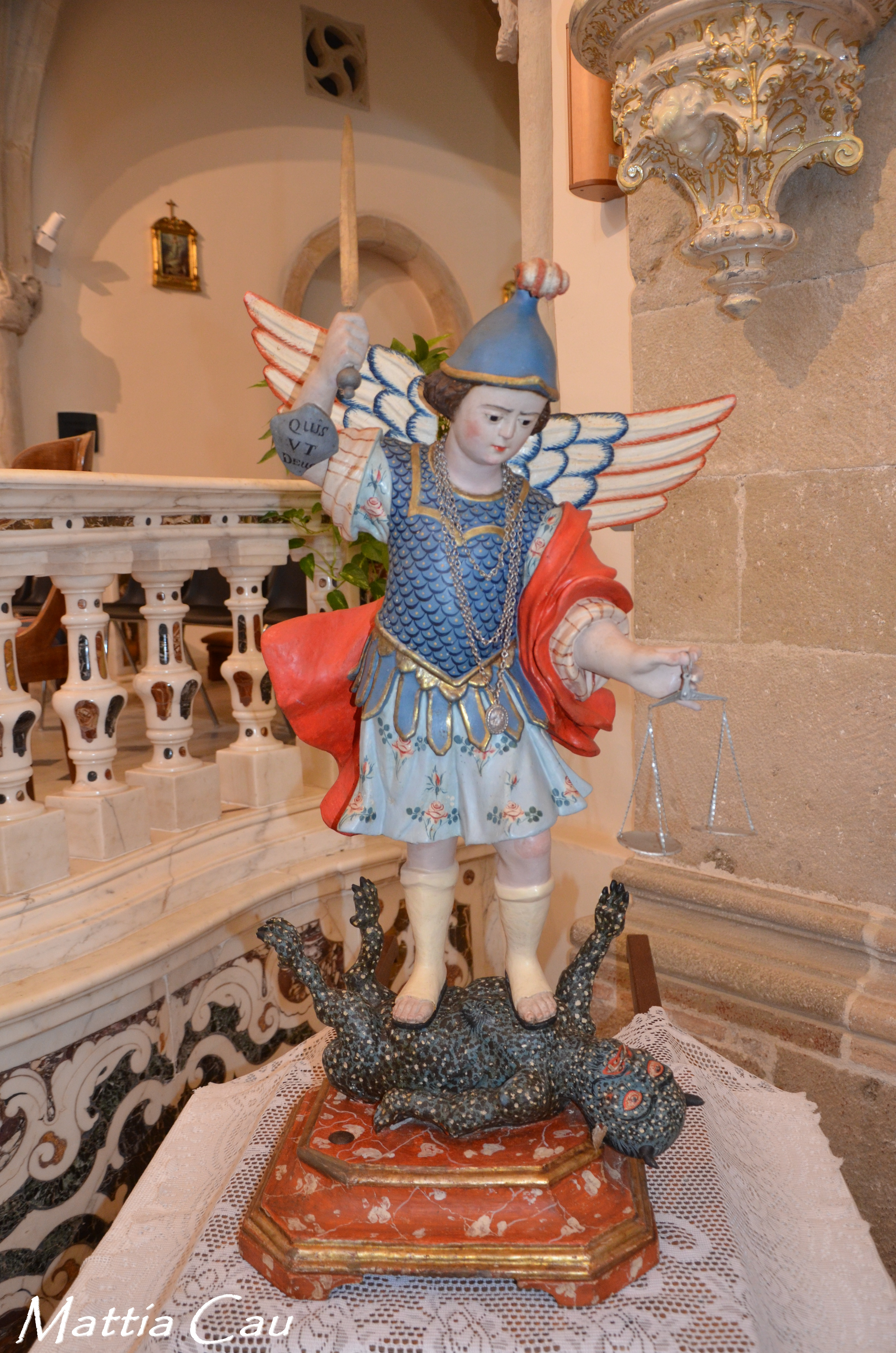
Simulacro di San Michele Arcangelo. Scultura di bottega sarda, in legno intagliato e policromo, conservato nella sacrestia, con utilizzo processionale. Secolo XVII

L'altare maggiore fino al 1772 era in legno, aveva una grande imponenza, scolpito artisticamente e ricco di dorature e pitture. Il 10 febbraio 1772 questo viene distrutto da un incendio che si sviluppò nella Chiesa. In seguito si rese necessaria la ricostruzione di un Altare che è quello tuttora esistente in marmo.
La cappella del crocifisso invece fu edificata tra il 1591 e il 1592. Al suo interno possiamo trovare il Cristo di Nicodemo che venne restaurato nel 1908 e anche nel 1999.
La cappella dell'immacolata fu costruita nel 1592 e inizialmente fu dedicata a Sant'Antioco. Nello stesso periodo iniziò la costruzione del pulpito. Nel 1904, in occasione della ricorrenza del 50º anniversario della proclamazione del Dogma dell'Immacolata Concezione, fu acquistato il simulacro dell'Immacolata, dedicandole quindi la Cappella.
La realizzazione della Cappella e la cupola dedicata alla Madonna del Rosario ebbe inizio nel 1682, su iniziativa della Confraternita della Madonna del Rosario. Nel 1682, in questa Cappella, fu edificato un altare con la facciata in marmo.